# Pelecanus rufescens

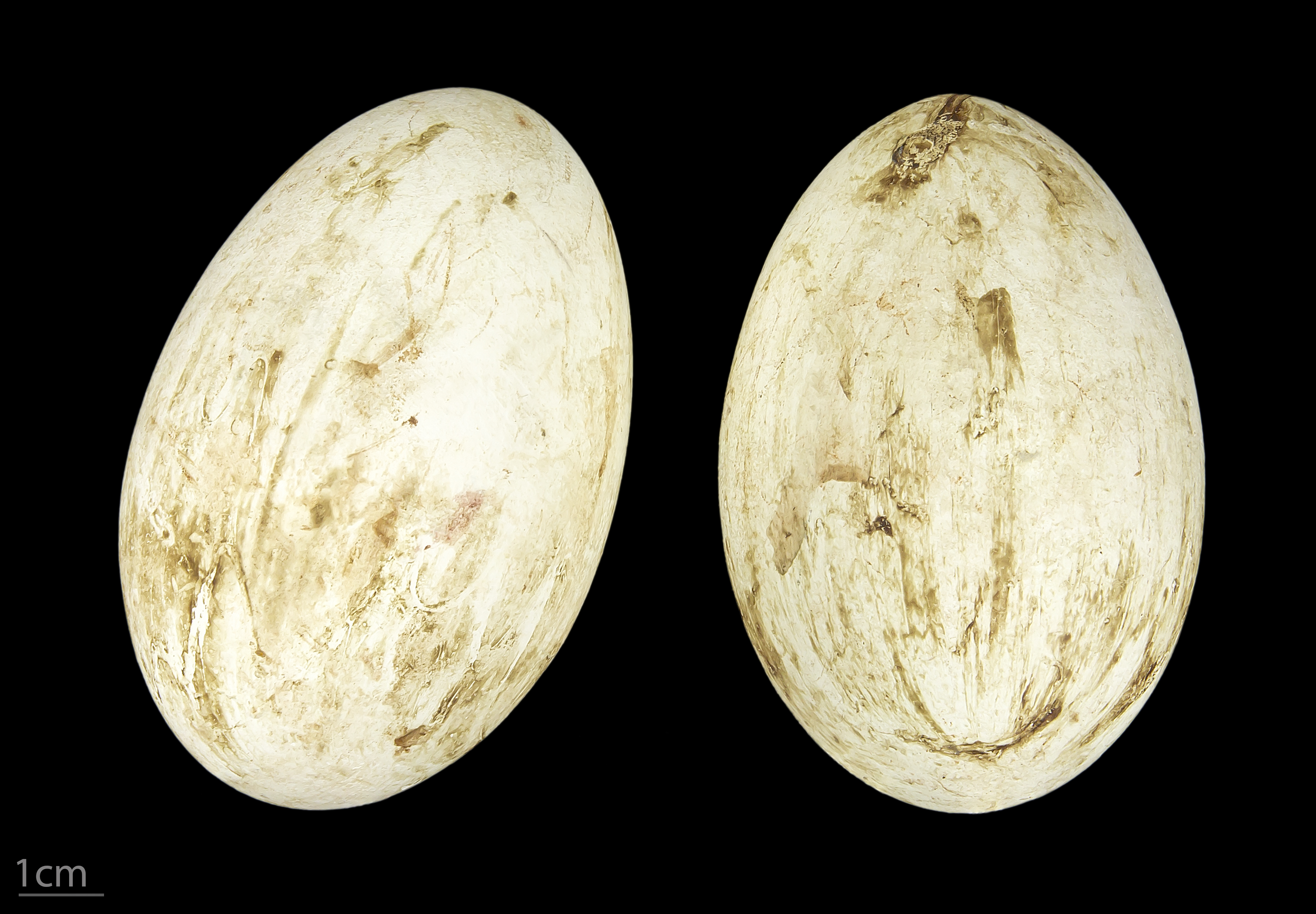
Pelecanus rufescens - MHNT

El pelícano rosado (Pelecanus rufescens) es una especie africana de pelícano que no sólo puebla los ríos y lagos de buena parte del continente, sino que también es posible encontrarlo en Madagascar y el sur de Arabia.
- Datos: Q527830
- Multimedia: Pelecanus rufescens / Q527830
- Especies: Pelecanus rufescens